# Rödl & Partner
Rödl & Partner – niemiecka firma doradcza o międzynarodowym zasięgu, świadcząca usługi z zakresu audytu finansowego, doradztwa podatkowego, doradztwa prawnego, outsourcingu księgowości, kadr i płac oraz consultingu. Rödl & Partner świadczy usługi w ponad 100 biurach w 50 krajach na całym świecie, zatrudniając 5500 pracowników.

## Historia
Firma została założona w 1977 roku w Norymberdze przez niemieckiego adwokata, biegłego rewidenta i doradcę podatkowego Dr. Bernda Rödla. Obecnie na czele firmy stoi jego syn, Prof. Dr. Christian Rödl. Rödl & Partner był pierwszą zachodnioniemiecką kancelarią, która otworzyła biuro na terenie ówczesnej NRD. W 1989 r. firma Rödl & Partner założyła w Pradze pierwszą zagraniczną filię, zaś trzy lata później rozpoczęła działalność w Polsce i Rosji. W wielu krajach byłego bloku wschodniego była pierwszą niemiecką firmą doradczą, która wkroczyła na lokalne rynki. Podobnie w Chińskiej Republice Ludowej, gdzie w 1994 r. otrzymała zgodę na świadczenie usług jako pierwszy podmiot doradczy pochodzący z Niemiec.
W 2000 roku kancelaria otworzyła biuro w USA, a rok później została wyróżniona w rankingu „Europe’s 500” jako jedna z najprężniej rozwijających się firm w Europie. Rozwój i światowa ekspansja Rödl & Partner oparte są na tworzeniu własnych oddziałów, z pominięciem popularnego wśród kancelarii modelu franczyzowego.

## Rödl & Partner w Polsce
W 2022 r. minęło 30 lat od rozpoczęcia działalności na polskim rynku. Obecnie firma posiada swoje biura w sześciu miastach:
- Gdańsku
- Gliwicach
- Krakowie
- Poznaniu
- Warszawie
- Wrocławiu[4]

Kancelaria należy m.in. do Polsko-Niemieckiej Izby Przemysłowo-Handlowej, Brytyjsko-Polskiej Izby Handlowej, Francusko-Polskiej Izby Gospodarczej oraz Polsko-Niemieckiego Koła Gospodarczego. Zatrudnia w Polsce ponad 500 pracowników. Pod względem przychodów jest jedną z wiodących firm w zakresie doradztwa podatkowego i audytu w Polsce. W latach 2018–2023 firma zdobyła tytuł laureata „Diamentów Forbesa” w obszarze usług outsourcingowych oraz w zakresie doradztwa prawnego i podatkowego. W 2023 firma zdobyła wyróżnienie w rankingu World Tax 2023. Uplasowała się na pozycji Tier 5 w kategorii General Corporate Tax.

### Usługi
Rödl & Partner świadczy usługi w obszarach:
- audyt,
- Business Process Outsourcing,
- doradztwo podatkowe,
- doradztwo prawne,
- konsulting[6].

W Polsce firma doradza także w zakresie pomocy publicznej oraz ochrony danych osobowych pod kątem prawnym i technologicznym, a od początku 2019 r. realizuje zlecenia z zakresu cyberbezpieczeństwa.